# Guillaume Hugues des Baux
Guillaume Hugues ou Guilhem Uc, seigneur de Marignane, est un des plus anciens seigneurs des Baux, entre la fin du XIe siècle et le début du XIIe siècle. Il est fils d'Hugues Ier, le premier de la famille à porter le nom des Baux, et d'Enaurs ou Inauris, de Cavaillon ou d'Apt. Dans ce dernier cas, Inauris serait la fille de Guillaume I d'Agoult, seigneur d’Apt, et de Adalais de Reillane.

## Biographie
Contrairement à son père, il ne reprend pas le patronyme des Baux, chose que fera son fils Raymond.
Avec son épouse, il achète une propriété à Pons-de-Rians à sa femme Adalgarde, suivant une charte de 1046, mais dont la date est suspecte en raison du fait que Guillaume Hugues est né entre 1030 et 1045. En 1091, il donne une propriété qui lui vient de son père à l'église Saint-Trophime d'Arles.
En 1095 il part, avec son épouse Vierna et ses fils Raymond Ier (4e seigneur des Baux) et Guillaume, pour prendre part à la première croisade, à la suite de Raymond IV de Saint-Gilles, comte de Toulouse son grand ami. En 1103, sur le mont Pérégrin, il sera parmi les témoins à la donation que le comte de Toulouse fera de la moitié de Gibellet (Jbeil près de Tripoli) à l’abbaye de Saint-Victor de Marseille.
En 1105, il cède dix ans de revenus de son territoire de Brezanne en faveur de l'église Saint-Paul du Mausolée, puis repart peu après en Terre sainte. Il meurt à Tripoli en 1105,.

## Famille
Il a épousé une Vierne, morte après 1110. Pierre Conso précise son nom en Vierna de Pasquière. Ils ont eu :
- Hugues, qui en 1091 donne une partie de ses biens à l’église de Saint-Trophime d’Arles[2] ;
- Raymond Ier (mort en 1150), seigneur des Baux[2],[3],[6] ;
- Guillaume, qui meurt au Liban, pendant l’été 1104, très probablement en défendant, avec d’autres provençaux, un château situé près du mont Pérégrin qui était attaqué par les soldats d’Ibn Ammar, seigneur de Tripoli ;
- Ponce (Poncia), mariée le 24 février 1114 à Guillaume Renouard de Mezenas[2].